# 호날두 (영화)
호날두(Ronaldo)는 영국에서 제작된 안소니 원크 감독의 2015년 다큐멘터리 영화이다. 포르투갈 축구 국가대표팀 프로축구 선수 크리스티아누 호날두의 생애와 경력을 조명한다. 2015년 11월 9일에 전 세계적으로 개봉하였다. 예고편은 2015년 9월 28일 공개되었다.

## 같이 보기
- 메시 (영화)